# 1858 en mathématiques
| Années des mathématiques : 1865 - 1866 - 1867 - 1868 - 1869 - 1870 - 1871    |
| Décennies des mathématiques : 1830 - 1840 - 1850 - 1860 - 1870 - 1880 - 1890 |

Cet article présente les faits marquants de l'année 1858 en mathématiques.

## Évènements

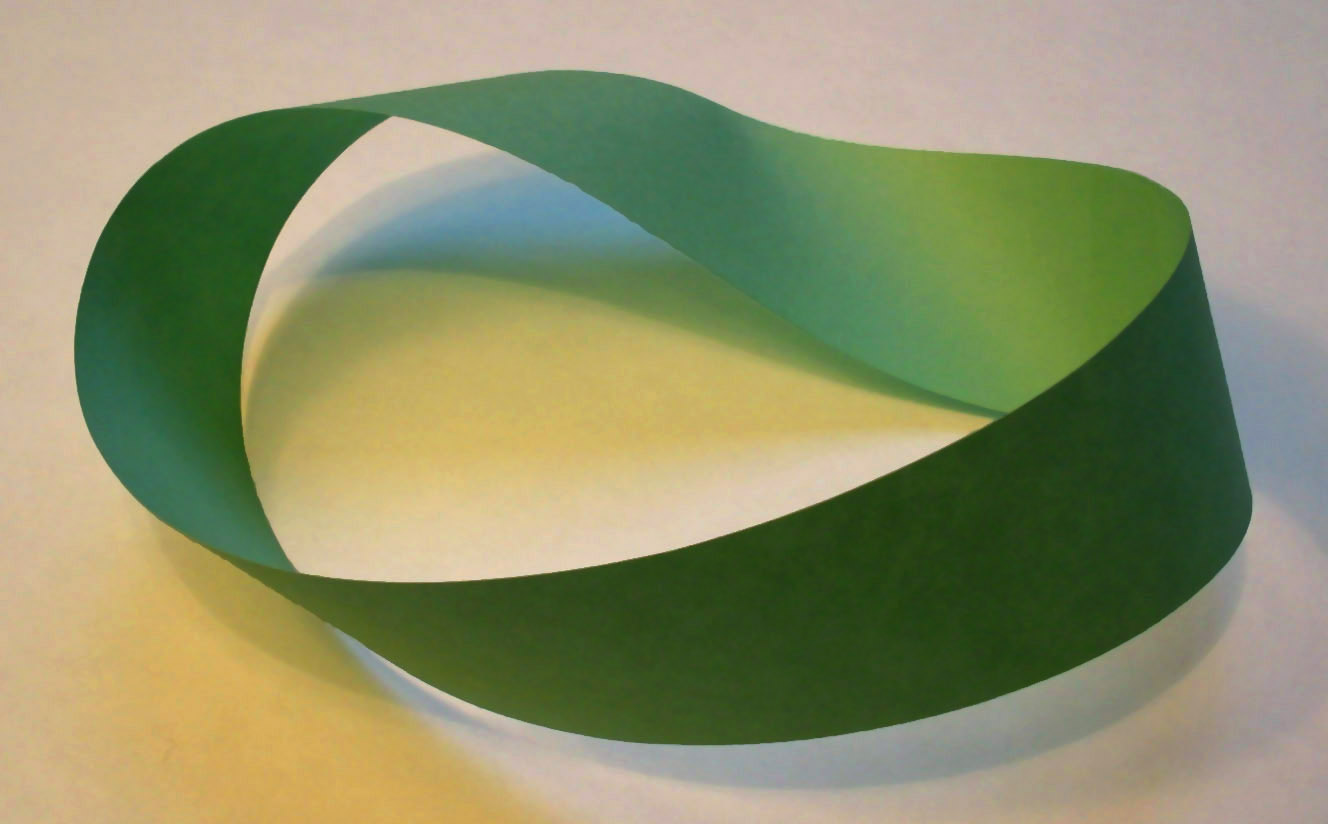
Ruban de Möbius.

- Juillet : le mathématicien allemand Johann Benedict Listing découvre le ruban de Möbius  indépendamment de August Ferdinand Möbius (septembre). Listing en publie la description en 1861, Möbius en 1865[1].
- Le papyrus Rhind est acheté à Louxor par Alexander Henry Rhind, un papyrus de 32 cm de large et d'environ 5 m de long, conservé au British Museum. Il est une des sources les plus importantes concernant les connaissances mathématiques dans l'Égypte antique[2].

## Naissances

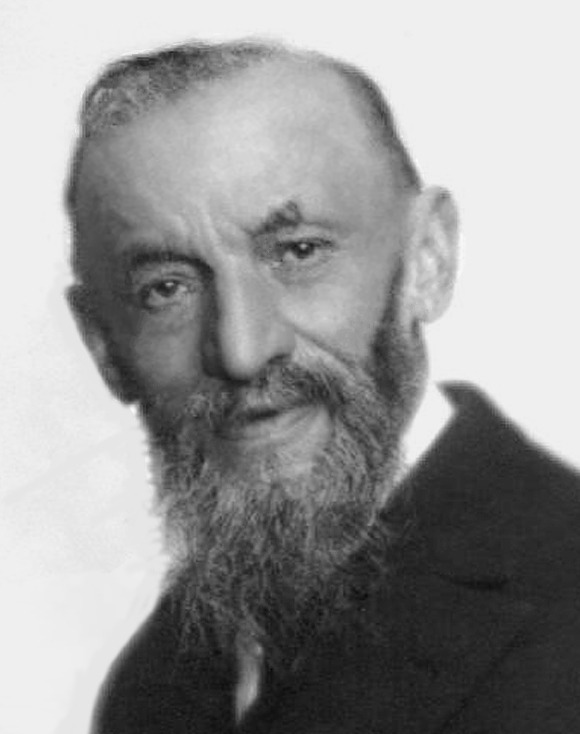
Giuseppe Peano

- 2 janvier : Carl Cranz (mort en 1945), mathématicien et physicien allemand.
- 17 janvier : Gabriel Koenigs (mort en 1931), mathématicien français.
- 23 mars : Hōjō Tokiyuki (mort en 1929), mathématicien et homme politique japonais.
- 21 mai : Édouard Goursat (mort en 1936), mathématicien français.
- 8 juin : Charlotte Scott (morte en 1931), mathématicienne britannique.
- 18 juin : Andrew Forsyth (mort en 1942), mathématicien écossais.
- 27 août : Giuseppe Peano (mort en 1932), mathématicien italien.

## Décès
- 8 novembre : George Peacock (né en 1791), mathématicien anglais.